# ژنرال نیروی زمینی (ایالات متحده)
ژنرال نیروی زمینی (به طور مخفف GA) یا ژنرال پنج ستاره، دومین درجهٔ نظامی در نیروهای مسلح ایالات متحده آمریکا بعد از ژنرال شش‌ستاره و دومین درجهٔ ممکن عملیاتی در نیروی زمینی ایالات متحده آمریکا می‌باشد. این درجه فقط در زمان جنگ اهدا می‌شود. از زمان عمر بردلی، هیچ نظامی آمریکایی این رتبه را نداشته است.

## درجه‌های برابر
درجهٔ ژنرال نیروی زمینی، ویژهٔ نیروی زمینی ایالات متحده آمریکا می‌باشد و معادل آن در نیروی دریایی ایالات متحده آمریکا، آدمیرال ناوگان است و همچنین معادل آن در نیروی هوایی ایالات متحده آمریکا، ژنرال نیروی هوایی می‌باشد.
ژنرال نیروی زمینی، یک درجه بالاتر از ارتشبد است.

## نگارخانه

پرچم یک ژنرال نیروی زمینی ایالات متحده آمریکا
سردوشی چرخانده شده ۰۱۱ ارتش ایالات متحده آمریکا